# Epaphras

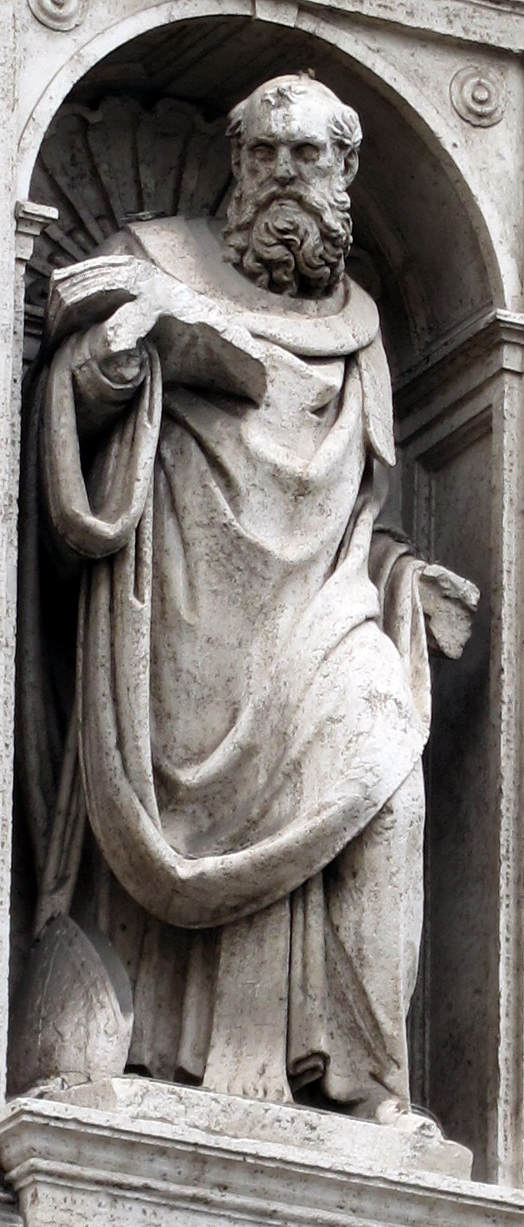
Epaphras in einer Darstellung in der römischen Kirche Santa Maria Maggiore

Der heidenchristliche Prediger Epaphras (altgriechisch Ἐπαφράς), der Name ist eine Kurzform von Epaphroditus (griechisch Ἐπαφρόδιτος), stammte aus Kolossä, einem der drei Zentren frühchristlicher Versammlungen im Lykostal in Kleinasien. Kolossä lag in Phrygien, nur unweit von Laodikeia und von Hierapolis entfernt.
Epaphras gilt als (Mit-)Gründer der frühchristlichen Gemeinde in Kolossai, an die sich der von Paulus verfasste Kolosserbrief richtet. Die Gemeinde Laodicea wurde zwischen 52 und 55 nach Christus gegründet, wahrscheinlich ebenfalls durch Epaphras. 
Paulus, den er während dessen Gefangenschaft in Rom besuchte und über das Gemeindeleben in Kolossai informierte, nennt ihn einen „geliebten Mitknecht“ und „treuen Diener des Christus“ (Kol 1,7  bzw. in der Elberfelder Übersetzung).
Epaphras wird an zwei weiteren Stellen im Neuen Testament erwähnt: 
- (Kol 4,12 EU bzw. in der Elberfelder Übersetzung) und im
- Philemonbrief (Phlm 23 EU) als Mitgefangener.

| Personendaten    | Personendaten                                                                                                  |
| ---------------- | --- |
| NAME             | Epaphras |
| KURZBESCHREIBUNG | Gründer der frühchristlichen Gemeinde in Kolossai, an die sich der Kolosserbrief richtet, Bischof von Kolossai |
| GEBURTSDATUM     | 1. Jahrhundert                                                                                                 |
| STERBEDATUM      | 1. Jahrhundert oder 2. Jahrhundert                                                                             |